# Edling
Edling – gmina w Niemczech, w kraju związkowym Bawaria, w rejencji Górna Bawaria, w regionie Südostoberbayern, w powiecie Rosenheim. Leży około 22 km na północ od Rosenheim, przy drodze B304 i linii kolejowej Monachium – Wasserburg am Inn.

## Demografia
Dane o ludności z 31 grudnia 2008:
| Opis                                | Ogółem | Ogółem | Kobiety | Kobiety | Mężczyźni | Mężczyźni |
| ----------------------------------- | ------ | ------ | ------- | ------- | --------- | --------- |
| Jednostka                           | osób   | %      | osób    | %       | osób      | %         |
| Populacja                           | 4164   | 100    | 2086    | 50,1    | 2078      | 49,9      |
| Wiek przedprodukcyjny (0–17 lat)    | 898    | 21,57  | 422     | 10,13   | 476       | 11,43     |
| Wiek produkcyjny (18–65 lat)        | 2588   | 62,15  | 1283    | 30,81   | 1305      | 31,34     |
| Wiek poprodukcyjny (powyżej 65 lat) | 678    | 16,28  | 381     | 9,15    | 297       | 7,13      |

## Polityka
Wójtem gminy jest Matthias Schnetzer z CSU, wcześniej urząd ten obejmował Sebastian Widauer, rada gminy składa się z 16 osób.
|      | CSU | ÜWG | UBG | FDP/FB | Razem |
| 2008 | 7   | 4   | 5   | –      | 16    |
| 2002 | 5   | 6   | 4   | 1      | 16    |